# Печена говедина
Печена говедина или розбиф  (од енгл. речи: Roast beef) је традиционално јело од говеђег меса које се углавном спрема као главни оброк. Остаци розбифа се често користе у сендвичима, а понекад исечени на коцкице и за прављење гулаша. У Великој Британији, Сједињеним Америчким Државама, Канади, Ирској, Јужној Африци, Новом Зеланду и Аустралији, розбиф је једно од меса које се традиционално служи на недељном ручку или вечери, мада се често продаје и као хладни нарезак у продавницама деликатесних производа, обично у сендвичима. Традиционални прилог уз печену говедину је јоркширски пудинг. 
Розбиф је национално јело преузето из Енглеске и има културно значење за Енглезе још од настанка енглеске патриотске баладе The Roast Beef of Old England из 1731. године коју је написао енглески књижевник Хенри Филдинг (1707 - 1754), са којом Краљевска морнарица одлази на вечеру. Јело је толико синоним за Енглеску и њене методе кувања из 18. века да се на пример у Француској усталио надимак за Енглезе les Rosbifs. Розбиф је од његовог настанка био уобичајено јело за божићни трпезом до шездесетих година 20. века, када га замењује на божићној трпези печена ћурка, која је у међувремену постало традиционално јело на енглеском говорном подручју.

## Историја
Упркос песми, розбиф се углавном није јео у средњовековној Енглеској: „ниједна средњовековна гозба није имала ... розбиф на менију, чак ни у Енглеској”.
 

Сендвичи са печеном говедином воде порекло из модерног доба, и први пут су почели да се масовније користе још давне 1877. године, по тада мало познатим рецепту „тост од бифтека“: хладна говедина, хлеб и соса од меса.
Године 1900. године Вашинтон Пост је сендвич са печеном говедином описао као: „непривлачно“ као „стари ковчег у поплави од соса“  и у истом тексту констатовао да иако је непривлачан за гледање, сендвич је добар за јело што је главна ствар.
Међутим у првим деценијама 20. века јело је стекло толику популарност, да су неки критичари ишла толико далеко да су 1931. године ову врсту сендвича описали као „прави укус Јужне Дакоте“.

## Опште информације
Иако у строгом преводу розбиф може значити било који печени (енгл. roasted) комад јунетине или говедине, добро је знати да постоји правило о којем се тачно ради комаду, а за тачан начин припреме информација увек можете потражити од конобаре или кувара, јер и међу њима постоје разлике у начину припреме и сервирања - јер розбиф неки сматрају предјелом а други главним јелом, у зависности од тога да ли се месо сервира хладно или топло. 
Ако се печена говедина сервира хладна онда се то најчешће чини у облуку сендвича од говедине, са разним додацима и различитим врстама хлеба.
Печена говедина се у Србији најчешће конзумира као предјело - хладно и танко нарезано месо послужено уз неки умак и кромпир, као сендвич или као месна салата. Помало разочаравајуће јер чувени розбиф у Енглеској сервира као велики и сочни комад меса лепог изгледа из кога зрачи специфичан мирис и прште сочни сокова док се месо реже…

## Припрема
За припрему печене говедине или телетине, најчешће се користи рамстек, мада Енглези имају више верзија, у зависности од начина резања меса. 
Припрема почиње зачињавањем меса (сољу и бибером а може се додти сенф, мед и ароматично биље). 
Затим се врши затварање пора на месу  (печењем) са свих страна, кратко на високој температури (180-220 °C).
У следећој фази припреме месо се пече на ниској температури (56-58 °C), у покопљеној посуди. Ако се користе тврђи делови говедине, онда месо треба пећи на ниској температури до жељеног степена печености.
У начелу месо се служи вруће исечено на комаде ширине 2-3 cm, или ако се служи хладно, онда месо треба оставите да стоји на хладном и да се стисне, а реже се у што тање листиће.

## Галерија
- Недељно печење које се састоји од печене говедине, печеног кромпира, поврћа и јоркширског пудинга
- Неки више воле да се печена говедина служи „средње печена“
- Печенији розбиф
- Гулаш од розбифа
- Сендвиз од печене говедине
- Печена говедина